# Parque zoológico y jardín botánico nacional Simón Bolívar
El Parque zoológico y jardín botánico nacional Simón Bolívar, también llamado alternativamente Zoológico Simón Bolívar o Parque Bolívar, fue un zoológico y jardín botánico ubicado en la ciudad de San José, capital de Costa Rica. El zoológico fue cerrado permanentemente el 10 de mayo de 2024 
Era el jardín botánico (1916) y parque zoológico (1921) más antiguo del país. Se encontraba ubicado en Barrio Amón, sobre la margen del río Torres. Su nombre es homenaje a Simón Bolívar, dado que el zoológico fue inaugurado el 24 de julio de 1921 durante las festividades por el natalicio del libertador. Desde 1994 fue administrado por la Fundación Pro Zoológicos (Fundazoo) hasta su cierre el 10 de mayo de 2024 después de que el Ministerio de Ambiente y Energía (Minae) no renovará el contrato con la Fundación Pro Zoológico (Fundazoo)
Con el cierre del Zoológico Costa Rica se convirtió en el primer país del mundo sin tener Zoológicos estatales 

## Historia
El parque zoológico Simón Bolívar tiene su origen en el Jardín de Plantas y Animales creado en 1884 por el ingeniero, geógrafo, pintor, naturalista y botánico suizo Henry Pittier, como institución adjunta al Instituto Geográfico Costarricense. Fue ubicado primeramente cerca del Liceo de Costa Rica, pero tuvo que ser reubicado más tarde pues los vecinos se quejaron del ruido de los animales, por lo que fue trasladado a su ubicación actual en el Barrio Amón. Fue establecido el 5 de julio de 1916 y se le agregó un jardín botánico el 24 de julio de 1921.
El parque estuvo adscrito al Museo Nacional de Costa Rica hasta 1953, cuando fue traspasado al Departamento de Pesca y Vida Silvestre del Ministerio de Agricultura e Industrias, luego Ministerio de Agricultura y Ganadería. En 1959 pasó a depender de la Sección de Pesca y Vida Silvestre del Departamento de Tierras y Bosques de ese ministerio. En 1969 empezó a ser administrado por el Departamento de Parques Nacionales de la Dirección Forestal. Con la transformación de este departamento en el Servicio de Parques Nacionales, este pasó a administrar el zoológico, hasta que en 1986 dicho servicio quedó adscrito al Ministerio de Recursos Naturales, Energía y Minas (MIRENEM), actualmente Ministerio de Ambiente, Energía y Telecomunicaciones (MINAET). El MINAET subscribió en 1994 un convenio con la Fundación Pro Zoológicos, que es la que administra actualmente el sitio.
En febrero de 2016, el gobierno anunció la prohibición de los parques zoológicos, lo que supondrá el cierre del parque al expirar su actual contrato de gestión. Lo mismo sucederá con el Centro de Conservación de Santa Ana, también administrado por la Fundación Pro Zoológicos (FUNDAZOO). Ambos centros se mantendrán como parques urbanos y jardines.

## Especies
El parque zoológico alberga:
- 5 especies de peces (aproximadamente 81 ejemplares).
- 3 especies de anfibios (15 ejemplares).
- 16 especies de reptiles (113 ejemplares).
- 30 especies de aves (82 ejemplares).
- 17 especies de mamíferos (52 ejemplares).

Entre los mamíferos, las especies con las que cuenta el zoológico son:
- Caucel
- Danta
- Grisón
- Jaguar, llamado Brutus.[10]
- Manigordo
- Mapache
- Martilla
- Mono carablanca
- Mono colorado
- Perezoso de dos dedos
- Pizote
- Jaguarundí

## Laguna

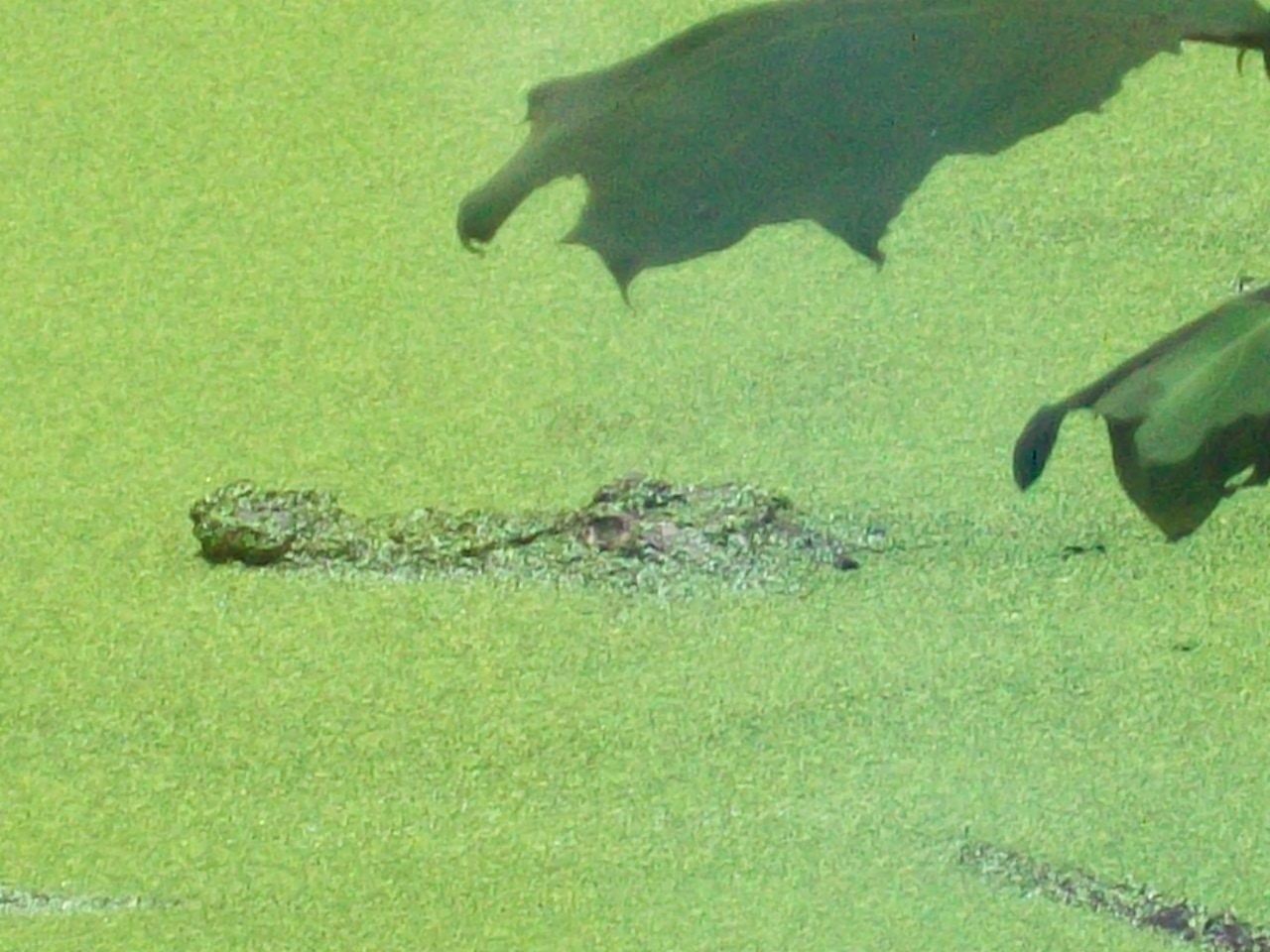
Caimán en la laguna-humedal del Parque Zoológico Simón Bolívar, San José de Costa Rica.

El zoológico posee una laguna que se encuentra ocupada por un humedal protegido, uno de los pocos que se puede encontrar en San José. Se encuentra cubierta por plantas diminutas de Lemna minima y Cyperus papyrus que le dan una tonalidad verdosa característica. También cuenta con otras plantas asociadas como Cyperus involucratus, Coix lacryma-jobi, Rhipidocladum racemiflorum y Calathea lutea, y rodeada de árboles y palmas como manzana rosa (Sizygium jambos), laurel (Cordia alliodora), higuerones (Ficus), targuá (Croton draco), sotacaballo (Zygia longifolia) y pacaya (Chamadorea costaricana). 
En el ecosistema de este humedal conviven varias especies de fauna del parque: rana arborícola de ojos dorados (Agalychnis annae), sapo común (Rhinella marina), tortuga candado (Kinosternon scorpioides), caimán (Caiman crocodilus), peces del género Poecilia, garza verde (Butorides virescens), gallina de agua (Aramides cajanea), mapaches (Procyon lotor), zorros pelones (Didelphys marsupialis), libélulas, cangrejos, pulgas de agua, copépodos, tricópteros, chinches y coleópteros de agua.